# Station Kamienna Nowa
Station Kamienna Nowa is een spoorwegstation in de Poolse plaats Nowa Kamienna.